# Harald Mörck
Axel Harald Mörck, född 28 oktober 1887 i Kvistbro socken, död 20 november 1981 i Västerås, var en svensk affärsman.
Harald Mörck var son till hovslagaren Daniel Mörk. Efter ha genomgått folkskolan byn Svarta fick han anställning som springpojke och bodknodd i handelsboden i Mullhyttemo i Kvistbro. Efter att ha genomgått handelsutbildning vid Karlskogas praktiska skola och under ett år arbetat i en kolonialvarufirma i Hamburg återvände han till Sverige där han fick anställning som kontorist hos Kolonialvaruaktiebolaget Manne Tössbergs efterträdare i Västerås. Ganska snart avancerade han till säljare och handelsresande.
I samband med att Hakon Swenson lämnade företaget för att bilda grossistförbundet ab Hakon Swenson följde Mörck tillsammans med två andra säljare med till det nya bolaget. Mörck blev kontorschef i bolaget, och arbetade även som inköpschef, marknadschef och direktörsassistent i bolaget. Mörck var involverad i uppbyggandet av Ica-förlaget, Ica Bagerier AB, AB Kumla fruktindustri, BOB Industrier, AB Köpmannatjänst, AB Svea choklad, Ica:s bäravdelning AB och Hjalmar Blomqvist AB inom koncernen. Han var 1943–1958 ledamot av styrelsen för ab Hakon Swenson och 1948 vice VD och sedan Hakon Swensons dragit sig tillbaka 1950–1955 VD för bolaget. 1939–1957 var han styrelseledamot i Ica, 1941–1957 och 1961–1964 ledamot av styrelsen för AB Köpmannatjänst och 1962–1966 VD där, ledamot av styrelsen för Ica:s bäravdelning AB (från 1945 Ica:s frukt & grönsaker AB) 1942–1955, direktör i Hakonbolaget AB 1947, VD och ledamot av styrelsen för Hakonbolaget 1950–1954. Mörck var även ledamot av styrelsen för AB Kumla fruktindustri 1949–1957, ledamot av styrelsen för AB Svea choklad 1950–1957, VD och ledamot av styrelsen för Hjalmar Blomqvist AB 1950–1957 samt representant för Ica i bland annat Sveriges industriförbund.